# Haji Adilo
Haji Adilo (* 1975 in Assela) ist ein ehemaliger äthiopischer Marathonläufer.
Gemeinsam mit Haile Gebrselassie repräsentierte er in seiner Jugend die Oberschule von Assela in Leichtathletikwettkämpfen.
1996 wurde er Sechster bei der afrikanischen Marathonmeisterschaft. 1997 und 1999 gewann er den Graz-Marathon. Bei seinem zweiten Sieg stellte er mit 2:12:25 h nicht nur seine persönliche Bestzeit auf, sondern auch einen Streckenrekord, der bis heute Bestand hat.
Komplikationen infolge mehrerer Operationen an seinem Magen zwangen ihn danach, mit dem Laufen aufzuhören. Ende 2001 hatte er ein Comeback beim Addis Ababa City Municipal Marathon, bei dem er Vierter wurde. 2002 kam er beim Reims-Marathon auf den sechsten, 2003 auf den 13. Platz.
Da ihm das Training immer schwerer fiel, entschied er sich dafür, seine sportliche Karriere zu beenden und von nun an andere Athleten zu betreuen. Seit 2006 ist er Repräsentant und Cheftrainer von Elite Sports Management International (ESMI) in Äthiopien. Zu der von ihm geleiteten Gruppe zählen unter anderem seine Brüder Kasime Adilo und Hussein Adilo, seine Schwester Radiya Adilo, Kasimes Ehefrau Teyba Erkesso, Dire Tune, Bazu Worku, Deriba Merga Atsede Baysa, Tilahun Regassa und Solomon Tsige.